# أصول الرعاية (فلم)
أصول الرعاية (بالإنجليزية: The Fundamentals of Caring) فيلم كوميديا ودراما أمريكي، كتابة وإخراج روب بورنيت، وبطولة بول رود، كريغ روبرتس، وسيلينا غوميز. عرض الفيلم لأول مرة في مهرجان سندانس للأفلام في 29 يناير، 2016، وصدر للعرض حول العالم على نتفليكس في 24 يونيو، 2016.

## الممثلين والشخصيات
- بول رود بدور بين[5]
- كريغ روبرتس بدور تريفور
- سيلينا غوميز بدور دوت
- جينيفر إهلي بدور إلسا
- ميغان فيرغسون بدور بيتشيز
- فريدريك ويلر بدور بوب
- بوبي كانافال بدور كاش
- جوليا دينتون بدور جانيت

## وصلات خارجية
- أصول الرعاية على نتفليكس
- مقالات تستعمل روابط فنية بلا صلة مع ويكي بيانات